# Barry Hoban
Peter Barry Hoban (Wakefield, 5 de fevereiro de 1940 – 19 de abril de 2025) foi um ciclista britânico que foi profissional entre 1964 e 1981. Representou o Reino Unido na prova de perseguição por equipes nos Jogos Olímpicos de Verão de 1960, em Roma.

## Morte
Hoban morreu no dia 19 de abril de 2025 aos 85 anos.